# Gnophomyia stupens
Gnophomyia stupens är en tvåvingeart som först beskrevs av Walker 1861.  Gnophomyia stupens ingår i släktet Gnophomyia och familjen småharkrankar. Inga underarter finns listade i Catalogue of Life.